# Rich Froning
Rich Froning Jr. (ur. 21 lipca 1987 w Mount Clemens w stanie Michigan) – amerykański profesjonalny zawodnik CrossFit, znany ze swoich osiągnięć na CrossFit Games w latach 2010–2017.
Rich Froning jako pierwszy uczynił CrossFit sposobem na życie, zarabiając ponad milion dolarów wygrywając indywidualne tytuły. Dzięki temu został ambasadorem takich marek jak: Reebok, Oakley i Rogue Fitness. Oprócz tego posiada własną siłownie CrossFit Mayhem w Cookeville w stanie Tennessee, a także jest członkiem CrossFit Seminar Staff.

## Życiorys
W wieku 13 lat przeprowadził się do Cookeville, gdzie mieszka i pracuje do dziś. Tam także uczęszczał do Cookville High School, gdzie grał w koszykówkę i futbol. W 2005 roku otrzymał sportowe stypendium na Walters State Community Collage. Po 2 latach zakończył karierę koszykarską na uczelni i rozpoczął pracę w Straży Pożarnej Cookville i studia na Tennessee Technical University. Pracując jako strażak zainteresował się CrossFitem, który rozwinął w pasję i w 2010 roku został trenerem, a także zawodnikiem tej dyscypliny.
O swojej historii związanej z CrossFitem Rich Froning opowiedział w autobiografii znanej w Polsce pod tytułem „Pierwszy. Tajemnica Zwycięstwa” wydanej w Polsce przez Wydawnictwo Galaktyka.

## Kariera
Froning startuje w Crossfit Games od 2010 roku. Wygrał te zawody w latach 2011–2014 wliczając w to Open i Regionals. Swoją zwycięska serie zakończył w 2015 roku rezygnując z indywidualnych startów. Nie udało mu się także wygrać zawodów Open, które ukończył za plecami Mathew Frasera. Jednak jako nowy członek drużyny Crossfit Mayhem Freedom rozpoczął nową serie wygrywając Central East Regional i Crossfit Games w 2015 i 2016 roku. W 2017 roku w obydwu zawodach zajął 4. miejsce indywidualnie w Open. Wygrał wraz z drużyną zawody Regional, a na CrossFit Games uplasowali się na 2 miejscu. Został pierwszym zawodnikiem, który zdobył tytuł The Fittest Man On Earth czterokrotnie z rzędu w latach 2011–2014. W latach 2015–2016 poprowadził drużynę CrossFit Mayhem Freedom do zwycięstw w klasyfikacji drużynowej CrossFit Games. W 2017 roku zajęli na tych zawodach drugie miejsce.